# Diecezja Zhaoxian
Diecezja Zhaoxian (łac. Dioecesis Ciaoscienensis, chiń. 天主教赵县教区) – rzymskokatolicka diecezja ze stolicą w Zhaoxianie w prefekturze miejskiej Shijiazhuang, w prowincji Hebei, w Chińskiej Republice Ludowej. Biskupstwo jest sufraganią archidiecezji pekińskiej.

## Historia
18 marca 1929 papież Pius XI brewe Cum Vicarius erygował prefekturę apostolską Zhaoxian. Dotychczas wierni z tych terenów należeli do wikariatu apostolskiego Zhengding (obecnie diecezja Zhengding).
11 stycznia 1932 prefekturę apostolską Zhaoxian podniesiono do rangi wikariatu apostolskiego.
W wyniku reorganizacji chińskich struktur kościelnych dokonanej przez papieża Piusa XII 11 kwietnia 1946 wikariat apostolski Zhaoxian podniesiono do godności diecezji.
Z 1947 pochodzą ostatnie pełne, oficjalne kościelne statystyki. Diecezja Zhaoxian liczyła wtedy:
- 45 000 wiernych (5% społeczeństwa)
- 39 kapłanów
- 68 sióstr zakonnych
- 18 parafii.

Od zwycięstwa komunistów w chińskiej wojnie domowej w 1949 diecezja, podobnie jak cały prześladowany Kościół katolicki w Chinach, nie może normalnie działać.
Pierwszy znany biskup Zhaoxian od 1953 – Raymond Wang Chonglin został wyświęcony za zgodą Stolicy Apostolskiej w 1983, lecz nie był uznany przez komunistyczny rząd. Jeszcze jako ksiądz przebywał w latach 1957–1979 w więzieniu za wierność wierze katolickiej. W 1979 powrócił do pracy duszpasterskiej. W 1985 otworzył seminarium duchowne, w 1988 założył żeński klasztor oraz dom dziecka. W 1988 rząd w Pekinie uznał go za legalnego ordynariusza. W 2000 w łączności z papieżem wyświęcił swojego koadiutora Josepha Jianga Mingyuana CDD. Nie uzyskał na to zgody komunistów, wskutek czego pekińskie władze zabroniły bp Wang Chonglinowi publicznego sprawowania posługi biskupiej. W 2005 przeszedł na emeryturę powierzając diecezję w ręce bp Jianga Mingyuana CDD. Jednak już rok później wskutek choroby bp Jianga Mingyuana CDD bp Wang Chonglin powrócił do zarządzania biskupstwem. W 2008 zmarł bp Jiang Mingyuan CDD a 2 lata później bp Wang Chonglin.
W 2010 diecezja liczyła 60 000 katolików, 60 księży, 124 sióstr, 170 uczniów w seminarium niższym i 52 studentów w seminarium wyższym. Na jej terenie znajdowało się 145 kościołów i miejsc kultu.

## Ordynariusze
- John Zhang Bide (prefekt apostolski 1929 - 1932, wikariusz apostolski 1932 - 1946, biskup 1946 - 1953)
- sede vacante (być może urząd sprawował biskup(i) Kościoła podziemnego) (1953 - 1983)
  - ks. Thomas Min (1953 - ?) administrator apostolski
- Raymond Wang Chonglin (1983 - 2005)
- Joseph Jiang Mingyuan CDD (2006 - 2008)
  - Raymond Wang Chonglin (2006 - 2010) administrator apostolski
- sede vacante (być może urząd sprawuje biskup Kościoła podziemnego) (2008 - nadal)